# Agència de notícies

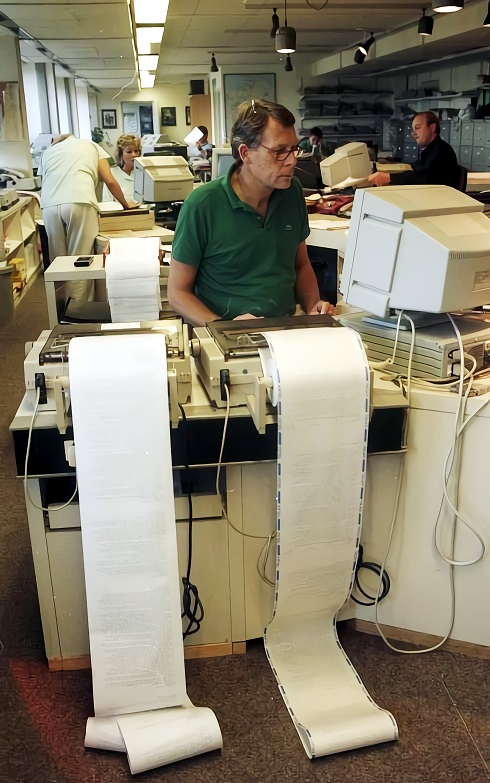
La seu de l'agència Reuters de Bonn el 1988.

Una agència de notícies és un equip de periodistes que busca, redacta i ven notícies a diferents mitjans de comunicació. Poden ser empreses independents o finançades parcialment pel govern o un mitjà concret. Darrerament s'han incorporat les agències en línia, que compten amb les informacions provinents de ciutadans anònims a part de les aportades pels professionals.
Les agències retribueixen usualment amb un salari fix els seus col·laboradors, si bé es poden pagar a part una notícia d'especial impacte o dificultat, així com encàrrecs d'actualitat.

## Història
Les agències de notícies o d'informació van sorgir a la segona meitat del segle xix a les grans potències occidentals. L'origen s'explica per una suma de factors: l'apogeu del capitalisme i del colonialisme, el desenvolupament de la premsa i les comunicacions (el correu i el telègraf) i les limitacions econòmiques de les empreses editorials. També hi ha qui diu que l'origen de les agències de notícies està en el mateix costum de la Gaseta, on les notícies es copiaven entre sí com a única possibilitat d'informació exterior. Les primeres agències de notícies van aparèixer als països amb interessos colonials: Agence France-Presse a França, EFE a Espanya, Reuters a Anglaterra, ANSA a Itàlia i Associated Press als Estats Units.
La societat cada cop més, tenia necessitat de saber què passava arreu del món es produïen més notícies, de manera més ràpida en llocs més llunyans.
Els mitjans de comunicació eren incapaços de cobrir tants successos en llocs tan summament distants, per motius econòmics principalment. No hi havia diari, televisió, o ràdio que disposés de mitjans per estar present en aquests focus mundials transmissors d'informació.
Per aquest motiu fou necessària la creació de les entitats que adjuntessin les notícies que succeïen en la seva àrea. Gràcies a aquestes, tot ciutadà avui en dia coneix gairebé a l'instant a través de qualsevol mitjà de comunicació un fet rellevant que ocorre a algun territori del planeta.
Al principi es tractava d'empreses familiars amb pocs treballadors i una activitat merament limitada, les quals elaboraven la informació a partir de notícies traduïdes dels diaris estrangers. Degut a la impossibilitat de cobrir tota la informació existent es van delimitar dos grups: les agències que treballaven a nivell nacional i les més interessades a nivell internacional.
Amb la popularització del capitalisme arribà a les agències la producció d'alta rendibilitat, amb una estructura empresarial encaminada a obtenir els màxims beneficis.
El desenvolupament tecnològic òbviament, també ha contribuït que el volum d'informació que circula diàriament obtingui quotes mai assolides anteriorment. Això es deu a la presència de les agències als diferents punts d'interès informatiu. Si no fos així, moltes notícies de gran magnitud podríen passar desapercebudes.

## Principals agències de notícies
Categoria principal: agències de notícies
Algunes de les agències més importants són:

### Agence France-Presse
L'Agence France-Presse o AFP (en el seu origen, agència Havas) és una agència francesa fundada a París el 1835. Considerada com la més antiga de les agències d'informació i amb seu a França, va ser creada per Charles-Auguste Havas.
Als pocs anys de la seva creació, va ser prou important perquè el govern francès li autoritzés a utilitzar en exclusiva la transmissió de serveis per telègraf. Va tenir un gran èxit amb les informacions financeres de la borsa de Londres transmeses per coloms missatgers.
Més tard, es va consagrar internacionalment a les guerres del Segon Imperi (Crimea -1854- i Itàlia -1859-), i es va consolidar entre 1865-1879 a fusionar-se amb la Société Generale des annonces i combinar l'explotació de tots dos serveis amb els periòdics de províncies.
La història d'aquesta agència està estretament lligada a la política nacional. Durant els anys '40 va estar controlada per l'Alemanya Nazi i es va configurar amb el seu estatus actual a partir de 1944, moment en què es va batejar com Agence France-Presse (AFP).
Paul-Julius Reuter, jueu alemany que es deia Israel Beer Josaphat, va ser emprat d'aquesta agència i el fundador, l'any 1851, de l'agència d'informació Reuters.
Els 2.000 periodistes al seu servei treballen en més de 165 països. AFP ha apostat especialment per la informació en llengua hispànica i té un marcat tarannà multilingüe.

### Xinhua
Xinhua és l'agència de premsa oficial de la República Popular de la Xina, i el mitjà de comunicació més gran i més influent del país. Xinhua és una institució de nivell ministerial subordinat al Consell d'Estat de la República Popular de la Xina. El seu president és membre del Comitè Central del Partit Comunista Xinès.
Opera en més de 170 oficines d'arreu del món, i en manté 31 a la Xina, una per cada província, a més d'una oficina militar. Xinhua és l'únic canal per a la distribució de notícies importants relacionades amb el Partit Comunista i el govern central xinès.
Xinhua és considerat com el mitjà de comunicació més influent a la Xina, ja que quasi tots els diaris del país es basen amb continguts de Xinhua. El Diari del Poble, per exemple, usa materials de Xinhua en una quarta part de les seves històries. Xinhua és una agència de notícies que posseeix més de vint diaris i una dotzena de revistes, i publica amb vuit idiomes: xinès mandarí, anglès, castellà, francès, rus, portuguès, àrab i japonès.

### PR Newswire
Font: https://www.prnewswire.com
PR Newswire és un proveïdor mundial de plataformes multimèdia que permeten als comercialitzadors, comunicadors corporatius i relacionistes públics compartir continguts amb les seues audiències clau. Pioner en la indústria de distribució de notícies comercials, fa 60 anys, PR Newswire avui ofereix solucions completes per tal de produir, optimitzar, focalitzar continguts i després distribuir-los i mesurar els resultats mitjançant canals tradicionals, digitals, mòbils i socials.
PR Newswire serveix a dotzenes de milions de clients des de les seues oficines a Amèrica, Europa, Orient Mitjà, Àfrica i la regió de l'Àsia-Pacífic, i és una companyia multinacional mediàtica UBM plc amb seu central a Londres.

### AlterNet
Font: https://www.alternet.org
AlterNet és un servei de notícies activista i un projecte de l'organització no lucrativa Institut de Mitjans Independents. Llançat el 1998, AlterNet afirma tenir un públic de més de 5.9 milions de visitants al mes, encara que el servei qualificacions web Quantcast estima que rep 1,3 milions. AlterNet publica contingut original, així com periodisme d'una àmplia varietat d'altres fonts. AlterNet afirma que la seva missió és "inspirar a l'acció ciutadana i la defensa en temes de medi ambient, drets humans i llibertats civils, justícia social, mitjans de comunicació i problemes d'atenció de salut".

### Associated Press (AP)
Associated Press és una agència de notícies dels Estats Units que fou fundada al 1846. És una cooperativa empresarial on la informació generada a AP es distribueix entre més de mil milions de persones.
Els associats tenen la possibilitat d'accedir a qualsevol informació d'AP en qualsevol dels suports. Només als Estats Units compta entre els seus abonats amb 5.000 emisores de ràdio i TV, i prop de 1.700 diaris. Compta, a més amb 8.500 abonats arreu del món, amb més de 250 oficines distribuïdes per 121 països del món amb 10.000 empleats aproximadament.
Transmet més de 1.000 informacions diàries (20 milions de paraules). Té 47 Premis Pulitzer i 27 Fotopulitzer. AP creix a poc a poc, tant és així que a principis del segle XX ja tenía una xarxa pròpia de corresponsals arreu d'Europa. Es va instal·lar als països més importants, fent sombra a les agències europees. Actualment AP no només treballa amb anglès, sinó que disposa de més idiomes.

### Sputnik
Sputnik és un servei internacional de notícies multimèdia llançat el 10 de novembre de 2014, de propietat de l'agència Rossiya Segodnya de la Federació de Rússia. Sputnik substitueix a l'agència de notícies RIA Novosti i La Veu de Rússia. Produeix continguts multimèdia en 30 idiomes. Les notícies de Sputnik en àrab, xinès, espanyol i anglès estan disponibles les 24 hores. Té redaccions regionals al Caire, Montevideo, Pequín i Washington.

### Al Jazeera
Al Jazeera
Al Jazeera (en àrab: الجزيرة, transliteració: al-jazyrah, pronunciada: Alyazira, la península, en al·lusions a la península aràbiga) és una cadena de televisió per satèl·lit  de llengua àrab fundada al novembre de 1996 pel Govern de Qatar. Originalment gratuïta i sostinguda pel Govern (la família reial de Qatar), l'emissora a poc a poc començar a cobrar per sobre serveis i es independitzar financerament, com es pretendria des sumi creació. És el principal canal de notícies del món àrab i un dels més importants del món amb una audiència superior als 250 milions de llars.

### TASS
L'agència russa de notícies TASS és l'agència hereva de la TASS soviètica. Va sorgir en la Rússia tsarista al voltant de 1904 perquè el govern imperial volia un òrgan de difusió similar al de les potències occidentals. Té 74 oficines dins del país i presència en 62 diferents països.

### ANSA
L'Agenzia Nazionale Stampa Associata (ANSA) és una agència de notícies italiana fundada el 15 de gener de 1945. És una cooperativa formada per 36 socis, editors dels principals diaris d'aquest país.
Actualment, ANSA és una de les principals agències de premsa del món i la major d'Itàlia, ja que compta amb 22 oficines a aquest i altres 81 distribuïdes en 74 països, que produeixen més de 2.000 notes al dia. Gràcies a l'accelerat desenvolupament de les telecomunicacions en els últims anys, ANSA ofereix avui serveis informatius amb àudio i vídeo a Internet i a través de telèfons mòbils.
La seu central per al servei llatinoamericà (en castellà) es troba a Buenos Aires.

### Deutsche Presse - Agentur
Deuthsche Presse - Agentur (DPA) és la principal agència de notícies d'Alemanya i una de les més grans a nivell mundial. Nasqué el 1949 després del final de la II Guerra Mundial i compta amb uns 1.200 treballadors arreu del món. És una empresa cooperativa propietat dels principals mitjans de comunicació alemanys, i dona servei de notícies amb alemany, anglès, castellà i àrab. Disposa de corresponsals i col·laboradors a un centenar de països aproximadament.

### SucoPress Noticias de Entretenimiento
L'agència de notícies SucoPress és una agència privada, amb seu central a Los Angeles, Califòrnia, pertanyent a SucoGroup i especialitzada en notícies d'entreteniment en vídeo per a Amèrica Llatina, Espanya i Estats Units. Compta amb oficines a Los Angeles, Miami, Nova York (EUA), Madrid (Espanya) i Buenos Aires (Argentina).

### Télam
Télam és una agència de notícies nacional de la República Argentina, fundada el 14 d'abril de 1945. Proveeix informació periodística a uns 2800 abonats, entre els quals s'inclouen mitjans de premsa nacionals i internacionals i oficines governamentals nacionals, provincials i municipals. Actualment una Societat de l'Estat, Télam és una de les agències més importants del món en llengua castellana, tot i que també té portals en portuguès i en anglès.
Compta amb corresponsalies a totes les províncies argentines i en diverses capitals del món. A més dels clàssics serveis de cables, fotografies i infografies, ofereix serveis audiovisuals, un suplement literari, historietes, ràdio, produccions multimèdia i un reporti que es distribueix en format de diari.

### Notimex
Notimex és una agència mexicana de notícies fundada el 1968 pel govern de Mèxic per respondre a les necessitats d'informació d'aquest moment. Amb cobertura a tot Mèxic i Amèrica Llatina, és l'agència més important de la regió i la segona en importància mundial en idioma espanyol.

### InfoMED News Press
Font: http://www.infomedagencia.com/
InfoMED Agència de Notícies és l'agència enfocada a la difusió d'informació de la Santa Seu i del Món en general, a més de donar seguiment als principals fenòmens naturals que representen un perill per a les zones habitades, és la primera al món en concentrar serveis sobre el Terrorisme, Tracte de Persones, Segrest, Fenòmens Naturals, a més de comptar així amb les dades importants sobre l'Univers i la Terra.
InfoMED News Press, creada al 2009 a Mèxic té com a objectiu difondre valors a la família i la societat, sempre mirant fer més forts els vincles entre les generacions.

### Inter Press Service
Inter Press Service és una agència mundial de notícies fundada el 1964, compromesa amb l'exercici de periodisme independent i especialitzada en reportatges i anàlisis sobre processos i esdeveniments econòmics, polítics, socials, artístics i culturals. Concentra la seva cobertura en els esdeveniments de la globalització, amb èmfasi en la societat civil com a font informativa.
IPS s'organitza per regions. La seu regional d'Amèrica s'ubica a Uruguai. A Cuba està des de l'any 1979, i funciona amb un esquema d'autofinançament i gestió pròpia de recursos. Per més de dues dècades ha ofert informació àmplia, independent i sistemàtica, sobre temes cubans, en l'àmbit econòmic, polític, social, cultural i artístic. IPS-Cuba compta amb productes i serveis informatius d'alta acceptació i prestigi entre representacions estrangeres i el cos diplomàtic acreditat a Cuba, així com especialistes i persones de les més diverses esferes interessades en conèixer la realitat cubana: - Servei informatiu IPS-Notícies - Servei de Columnistes IPS - Publicacions periòdiques - Resums Econòmic i Polítics i Cronologia Anuals - Bases de Dades Multimèdies. - Paquets informatius digitals a comanda - Informes i dossier informatius a comanda.
IPS-Cuba és també un projecte de comunicació multimèdia sobre l'illa. Disposa d'un lloc web que ofereix una extensa varietat de productes i serveis informatius sobre la realitat cubana.

### Reuters
Reuters és la més gran de les agències del món. Es tracta d'una agència privada britànica fundada el 1851 per l'alemany Julius Reuter, que decidí dedicar-se a vendre notícies als diaris. Originalment es tractava d'informacions merament econòmiques d'Europa, tot i així, després s'ocupà de la informació general. Destaca per haver introduït El teletip com mitjà per tal de difondre les informacions. Actualment, els 2.300 periodistes i fotògrafs envien despatxos de premsa amb múltiples idiomes, des de les 220 oficines que Reuters té repartides per tot el món. Aquesta agència de notícies públiques, des del 1984 està especialitzada amb informació econòmica i financera. Al 2008 fou comprada per Thomson Financial, agència canadenca, i es passà a anomenar-se Thomson Reuters.

### United Press International
United Press International (UPI) és una agència internacional de notícies amb seu als Estats Units. Va ser pionera en moltes àrees en la cobertura i distribució de notícies a tot el món. Va ser fundada el 1907. Els seus cables de notícies, fotos, pel·lícules i serveis d'àudio van proporcionar material a milers de diaris, revistes i emissores de ràdio i televisió durant la major part del segle xx.
Durant el seu apogeu tingué més de sis mil mitjans de comunicació subscrits. Des de la primera de diverses vendes i retallades de personal en 1981, i la venda en 1999 de la seva llista de subscriptors al seu rival, l'Associated Press, UPI s'ha concentrat en petits nínxols de mercat de la informació.

### ALAI
Font: https://www.alainet.org
ALAI Agencia Latinoamericana de Información és una agència de notícies amb seu a l'Equador dedicada a la difusió d'informació, defensa del dret a la comunicació i recerca i capacitació d'organitzacions socials en els processos de comunicació. Fou fundada al 1977 i té la seu central a Quito.
En el seu contingut destaca la perspectiva dels moviments socials i ciutadans i l'anàlisi dels processos polítics i socials. L'agència compta amb la col·laboració de rellevants analistes i pensadors en aquest terreny a més d'organitzacions i líders socials. Es declara compromesa amb els drets humans, la igualtat de gènere i la participació ciutadana en el desenvolupament i tasques públiques d'Amèrica Llatina. Distribueix la informació a través de la seva web i llista de difusió alai-amlatina. Edita en paper la revista mensual America Latina en Movimiento, a més de llibres monogràfics.

### Storyful
Font: Storyful
Storyful és la primera agència de notícies de mitjans socials. Es descriu a si mateixa com una plataforma de tècnics i periodistes que volen ajudar a les redaccions periodístiques a trobar el contingut més valuós que apareix a les xarxes socials. D'aquesta manera volen formar als periodistes amb les habilitats i eines necessàries per afrontar el periodisme 2.0. Storyful s'encarrega d'autentificar i comercialitzar el que han creat els internautes i que pot ser interessant pels mitjans de comunicació. Compta amb un conjunt de clients format per : The New York Times, Reuters, la BBC, el Wall Street Journal i ABC. El 20 de desembre de 2013, la companyia de mitjans de comunicació de Rupert Murdoch, News Corp, la comprava per 18 milions d'euros. Aquesta adquisició, però, mantenia la independència de Storyful dins l'empresa. L'equip està format per 33 persones de diferents llocs del món com : Irlanda, Canadà, Sud-àfrica, Alemanya, Xina, Regne Unit, Austràlia o els Estats Units.

## Agències a nivell espanyol

### EFE
EFE és una agència de notícies espanyola fundada el 1939, encara que alguns la consideren la successora de l'agència FABRA (fundada el 1860 com corresponsalia d'Havas a Espanya).
És la quarta agència més important del món amb implantació internacional i la primera en llengua castellana. De fet, entre Espanya i Amèrica Llatina proveeix informació a més de 365 diaris, més de 250 emissores i uns 500 mitjans on line. EFE té oficines a 180 ciutats de 120 països i compta amb una plantilla formada per 1.000 periodistes i una àmplia xarxa de corresponsals i col·laboradors.
Escriu en castellà, anglès, portuguès, àrab, gallec i català. Compta amb serveis regionals de notícies en cadascuna de les 17 comunitats autònomes, així com en les dues ciutats autònomes. Entre els seus últims productes destaca l'Agenda Multimèdia Mundial, una completa base de dades, sobre els esdeveniments informatius programats arreu del món. EFE ha estat pionera en l'impuls de la informació especialitzada en medi ambient i ciència i compta amb EFEverde i EFEfuturo, les seves plataformes globals de periodisme científic i mediambiental.
Cada any atorga els premis de periodisme el Rei d'Espanya.

### Servimedia
Servimedia és la tercera agència de notícies d'abast nacional a Espanya i és la primera agència de notícies especialitzada en oferir informacions de caràcter social, relacionades a temes sobre polítiques socials i igualtat, ONG, gent amb dificultats, gent gran, educació, dependència, dona, infància, immigració, medi ambient, voluntariat, responsabilitat social corporativa, i altres temes socials.
Va ser creada el 1988 i forma part del Grup Fundosa, divisió empresarial de la fundació espanyola ONCE.

### Europa Press
Europa Press és una agència de notícies privada espanyola amb delegacions a Catalunya fundada el 1957. És l'únic mitjà espanyol en català, asturià i aranès i, des del 2009, ofereix als internautes catalans un portal en la llengua pròpia. Els fundadors van ser un grup d'intel·lectuals, alguns vinculats a la institució catòlica conservadora Opus Dei, i la família Luca de Tena, que també és la responsable del naixement del diari ABC.